# チャールズ・ライス
チャールズ・モーエン・ライス（英語: Charles Moen Rice、1952年8月25日 - ）はアメリカのウイルス学者。ロックフェラー大学のウイルス学教授で専門分野はC型肝炎ウイルス。2020年にハーベイ・オルター、マイケル・ホートンとともにノーベル生理学・医学賞を受賞した。

## 経歴
1952年8月25日、アメリカ・カリフォルニア州のサクラメントに生まれる。
1974年に動物学の学士号を得て、カリフォルニア大学デービス校を卒業。またカリフォルニア工科大学ではRNAウイルスを研究し、生化学のPhDを取得した。その後は博士研究員として４年間同校に勤務した。
その後、1986年に彼は研究チームとともにセントルイス・ワシントン大学医学校（Washington University School of Medicine）に移利、2001年まで勤務した。
2001年からはロックフェラー大学の教授を務める一方で、セントルイス・ワシントン大学医学校とコーネル大学でも非常勤講師を務め、またアメリカ食品医薬品局やアメリカ国立衛生研究所、世界保健機関の委員も歴任した。現在ではそのほか、アメリカ科学振興協会の研究員や米国科学アカデミーの会員でもある。
執筆・編集活動も精力的に行なっている。2003年から2007年までには「Journal of Experimental Medicine」、同じく2003年から2008年までは「Journal of Virology」、そして2005年から現在までは「PLoS Pathogens」の編集者を務め、同時にこれまで400を超える査読論文を執筆している。

## 研究
カリフォルニア工科大学時代はシンドビスウイルスのゲノム調査やフラビウイルスがフラビウイルス科である立証などを行なっていた。彼がこの研究に使っていた黄熱ウイルスの株は最終的に黄熱病ワクチンの発展に使われた。シンドビスウイルスの研究をしながら、感染性のあるフラビウイルスのRNAの人工的な作り方を著述し、1989年の論文で発表した。当時C型肝炎ウイルスを研究していたStephen Feinstoneはこの論文を目に留め、ライスにその技術をC型肝炎のワクチンの開発に使わないかと持ちかけた。こうしてライスは1997年にC型肝炎ウイルスの感染性のある最初のクローンを培養し、チンパンジーに対しての実験で使用した。また2005年には人間の体内で識別された急性型のウイルスの株は人工的な環境で複製することを強いられている、ということを研究するチームの一員であった。ライスのC型肝炎治療への貢献は彼の受け取った数々の表彰に現れている。

## 受賞歴
- 2005年 - 米国科学アカデミーのメンバーに選ばれる
- 2007年 - M・W・ベイエリンクウイルス学賞
- 2015年 - ロベルト・コッホ賞
- 2016年 - ラスカー・ドゥベーキー臨床医学研究賞
- 2020年 - ノーベル生理学・医学賞